# Stade du Vivier d’Oie
Stade du Vivier d’Oie (niderl. De Ganzenvijver) – stadion do hokeja na trawie w gminie Uccle (Region Stołeczny Brukseli), w Belgii. Został otwarty w 1902 roku, pierwotnie jako obiekt piłkarski. Może pomieścić 1500 widzów. Swoje spotkania rozgrywają na nim laskarze klubu Racing Club de Bruxelles.

## Historia
W 1901 roku działacze klubu piłkarskiego Racing Club de Bruxelles podjęli decyzję o budowie nowego stadionu dla klubu. Wcześniej zespół ten występował najpierw na boisku w gminie Koekelberg, a następnie na torze kolarskim Longchamps. Teren pod nowy obiekt znaleziono w gminie Uccle. Otwarcie nowego stadionu miało miejsce w 1902 roku. W tym samym roku klub zdobył swoje czwarte mistrzostwo kraju (kolejne zdobywał jeszcze w latach 1903 i 1908). Wyróżniającym się elementem nowej areny była zadaszona, betonowa trybuna główna, pierwsza taka w kontynentalnej Europie.
1 maja 1904 roku na stadionie rozegrany został mecz towarzyski pomiędzy reprezentacjami piłkarskimi Belgii i Francji (3:3). Dla obydwu reprezentacji było to pierwsze oficjalne spotkanie w historii, był to także pierwszy mecz reprezentacji narodowych w Europie rozegrany poza Wyspami Brytyjskimi. Spotkanie było wstępem do powołania międzynarodowej federacji piłkarskiej (FIFA), której pierwszy kongres odbył się kilka tygodni później. Reprezentacja Belgii rozegrała na tym stadionie ogółem siedem spotkań (wszystkie o charakterze towarzyskim, ostatnie w 1919 roku), z czego sześć z reprezentacją Francji i jedno ze Szwecją.
W 1948 roku piłkarze Racing Club de Bruxelles wyprowadzili się na nowo wybudowany Stade des Trois Tilleuls. W późniejszym czasie Stade du Vivier d’Oie przekształcono w obiekt do hokeja na trawie, na którym swoje spotkania rozgrywają zawodnicy sekcji hokeja na trawie klubu Racing Club de Bruxelles. Stadion stanowi część kompleksu sportowego należącego do Racing Club de Bruxelles, w jego otoczeniu znajdują się boiska treningowe do hokeja na trawie oraz korty tenisowe, a także budynki klubowe. W 2010 roku najbardziej charakterystyczne elementy kompleksu, m.in. betonowa trybuna stadionu, brama wejściowa czy budynek klubowy uznane zostały za zabytkowe.